# Gabriel Sampol Sastre
Gabriel Sampol Sastre "Sampol" (Montuïri, 16 d'abril de 1864 - 2 de febrer de 1944) va ser un glosador mallorquí. En la seva infància va guardar porcs a la possessió de Son Comelles, posteriorment d'adult es dedicà al comerç. Sabia llegir i escriure. Les seves composicions solen envoltar la temàtica amorosa, humorística i d'animals. Hom el considera el glosador montuïrer més famós de tots els temps. Sampol va participar en vetllades de picat amb Llorenç Capellà Garí "Batle" d'Algaida i altres glosadors. També va ser batle de Montuïri pel Partit Liberal entre 1907 i 1909.